# Centruchus cuneatus
Centruchus cuneatus är en insektsart som beskrevs av William Lucas Distant 1908. Centruchus cuneatus ingår i släktet Centruchus och familjen hornstritar. Inga underarter finns listade i Catalogue of Life.